# Narowlia
Narowlia (en biélorusse : Нароўля ; en łacinka : Naroŭla) ou Narovlia (en russe : Наровля) est une ville de la voblast de Homiel ou oblast de Gomel, en Biélorussie, et le centre administratif du raïon de Narowlia. Sa population s'élevait à 7 929 habitants en 2016.

## Géographie
Narowlia est située sur la rive droite de la rivière Pripiat, près de la frontière ukrainienne et de la zone interdite contaminée par les radiations consécutives à la catastrophe de Tchernobyl.
La ville se trouve à 34 km au sud-est de Mozyr et à 156 km au sud-ouest de Homiel ou Gomel, la capitale administrative de la voblast.

## Histoire
Narowlia a été incorporée à l'Empire russe en 1793, lors du Deuxième Partage de la Pologne. En 1897, Narowlia faisait partie de la Zone de Résidence obligatoire pour les sujets juifs de l'Empire et abritait une communauté de 1 060 personnes (75 % de la population totale). Narowlia a accédé au statut de ville en 1971. Située à la lisière d'une zone fermée (plus de 40 ci/km² de césium 137), elle a beaucoup souffert de la catastrophe de Tchernobyl et a perdu le quart de sa population depuis 1986.

## Galerie

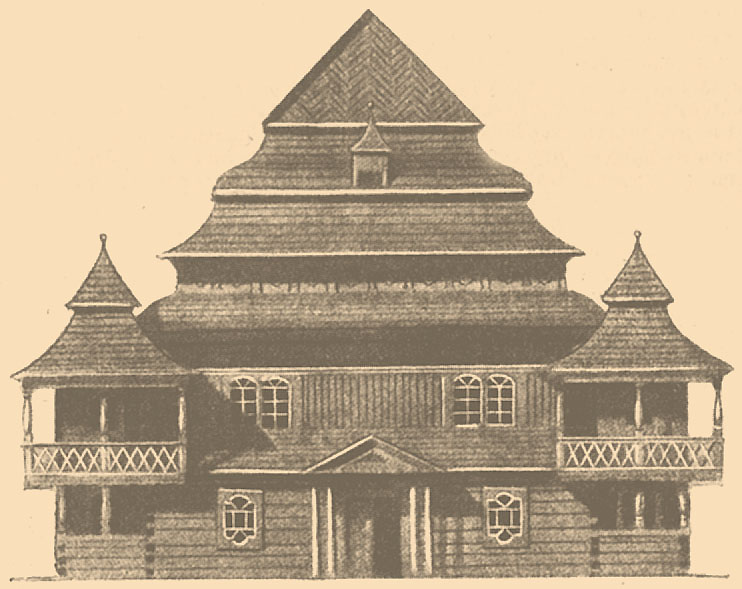
Synagogue en bois de la ville avant 1906.
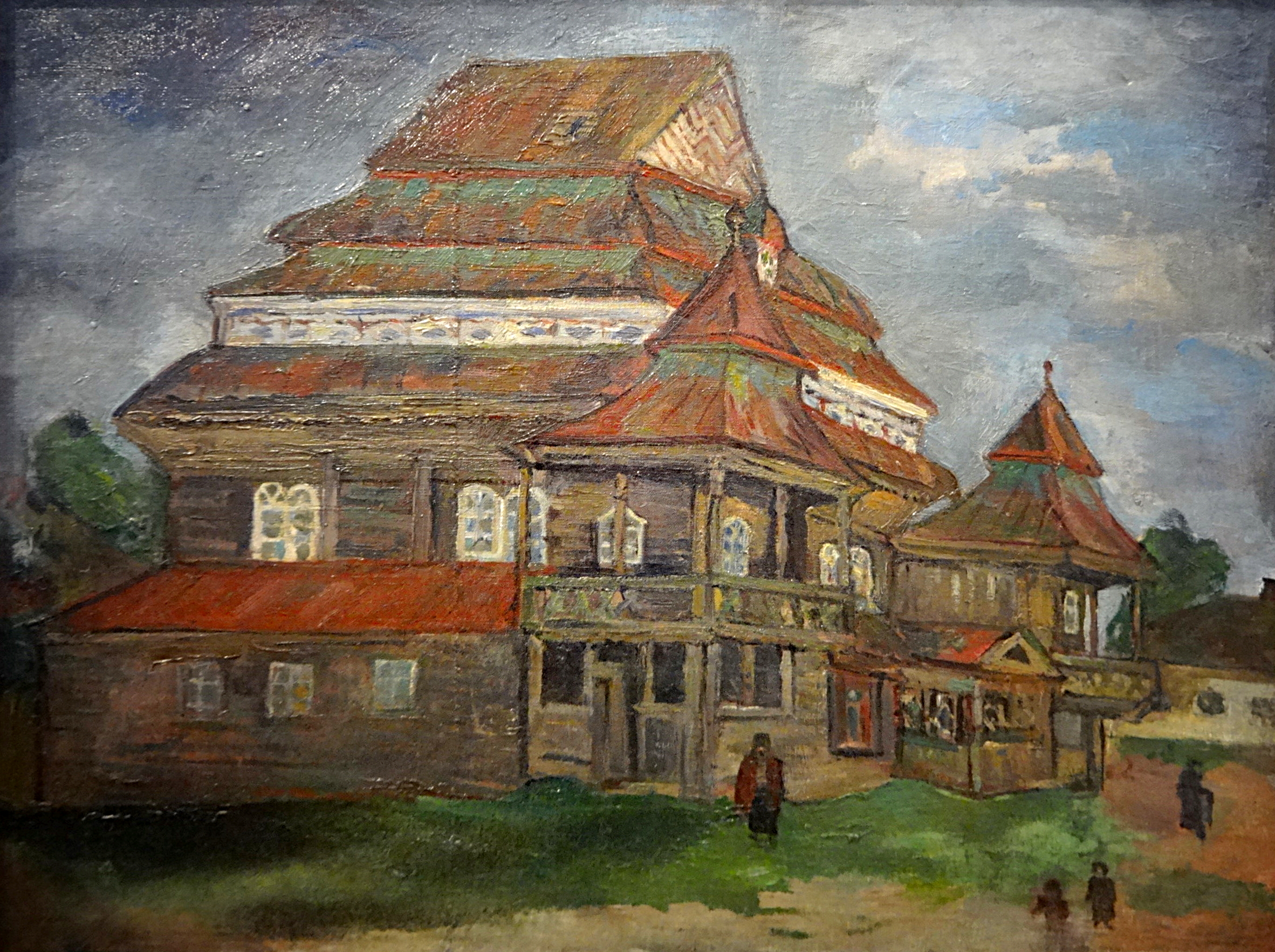
Peinture de la synagogue vers 1927 par Aron Kascialianski (1891-1934)
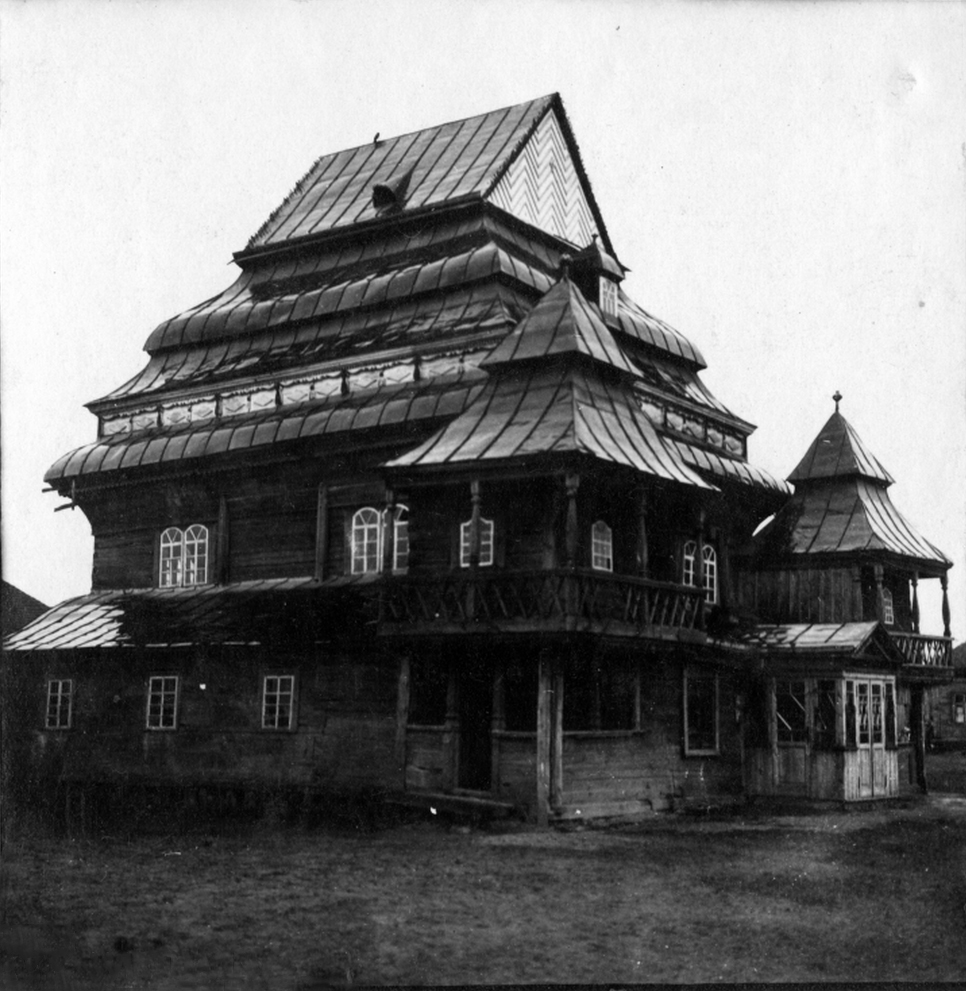
Synagogue en 1916

## Population
Recensements (*) ou estimations de la population :
| 1795 | 1897* | 1923* | 1926* | 1939* |
| ---- | ----- | ----- | ----- | ----- |
| 139  | 1 415 | 2 550 | 2 518 | 4 100 |

| 1959* | 1970* | 1979* | 1989*  | 1999* |
| ----- | ----- | ----- | ------ | ----- |
| 4 837 | 6 556 | 8 531 | 11 165 | 7 200 |

| 2009* | 2013  | 2014  | 2015  | 2016  |
| ----- | ----- | ----- | ----- | ----- |
| 8 110 | 8 026 | 8 010 | 7 991 | 7 929 |